# يوروسمنت جروب
يوروسمنت جروب هي شركة روسية لتوريد الأسمنت والخرسانة الجاهزة والركام في روسيا. وهي أكبر شركة في روسيا في هذا المجال. تمتلك الشركة 16 مصنعًا للأسمنت في جميع أنحاء كلاً من روسيا وأوكرانيا وأوزبكستان بالإضافة إلى العديد من مصانع خلط الخرسانة ومصانع السلع الخرسانية ومحاجر التعدين الكلي. تبلغ الطاقة الإنتاجية السنوية للمجموعة 40 طن متري من الأسمنت و10 ملايين متر مكعب من الخرسانة. وتبلغ الاحتياطيات المستكشفة من الصخور الكربونية 2.8 مليار طن؛ واحتياطيات الجرانيت المستكشفة 1.8 مليار طن.

## تاريخ
تأسست مجموعة يوروسمنت جروب في عام 2002 بعد اندماج شركتي روزوغليسبيت وأسمنت شتيرن. كان لدى الشركة في الأصل أربعة مصانع: أسمنت مالتسوفسكي بورتلاند، وميخائيلوفسمنت، وليبيتسكمنت، وأسمنت سافينسكي. ولكن منذ عام 2005، وبعد شراء سبعة مصانع أسمنت إضافية، أصبحت مجموعة يوروسمنت شركة رائدة في سوق الأسمنت الروسي.
في مايو 2014، وقعت الشركة مجموعة من العقود مع شركات صينية لتوريد المعدات والهندسة والإشراف على التركيب وتدريب الموظفين بقيمة إجمالية تبلغ 530.7 مليون دولار. تشمل الإمدادات المتعاقد عليها المعدات الميكانيكية والأفران والمبادلات الحرارية والكسارات والمطاحن. استخدمت المعدات الجديدة لبناء مصانع أسمنت جديدة بطاقة إجمالية تبلغ 17 مليون طن من الأسمنت سنويًا في ست مناطق في روسيا: مناطق لينينغراد وريازان وبريانسك وأرخانجيلسك وأوليانوفسك وسامارا، وفقًا لبيان الشركة.